# Vrachonisís Ágios Ioánnis (ö i Grekland)
Vrachonisís Ágios Ioánnis är en ö i Grekland.   Den ligger i prefekturen Nomós Attikís och regionen Attika, i den sydöstra delen av landet, 100 km sydväst om huvudstaden Aten.